# Dvouletá fáma
Dvouletá fáma byla pražská experimentální hudební skupina, představitel české nové vlny. Původní skupina byla aktivní v letech 1981 až 1983. V obměněné sestavě v letech 1987 až 1991 změnila hudební tvář a přinesla novou sestavu, frontmana, texty i hudební styl. V devadesátých letech změnila tvář znovu a plynule se přetransformovala v těleso ryze improvizované doprovodné hudby k textům Radomila Uhlíře, což završila změnou názvu na Kvartet dr. Konopného.

## Historie

### Původní sestava
Skupinu založili bubeník a zpěvák Zdeněk Konopásek s Martinem Vikem, jehož talent připomínal umění Roberta Frippa. Právě Konopásek s Vikem byli srdcem kapely a právě oni dva se později jako jediní původní členové angažovali i v obnovené kapele. Sestavu doplnila zpěvačka Jana Macháčková a baskytarista Ivan Benda, ve skladbě Zeměměřič K. zazněl hlas Pavla Kouby. O některé texty se postaral Petr Knotek pod pseudonymem Pjér Lašéz. Autorství hudby písní bylo společné, písně vznikaly většinou mezi Konopáskem a Vikem přímo na zkouškách a později byly dodělávané se zbytkem kapely. U některých písní nejprve vznikl text, u jiných nejprve hudba a občas zůstala píseň i zcela bez textu.
| „                  | Spojení to bylo dost náhodné. Kytarista Martin Vik se mi ozval na inzerát, který jsem v září 1981 vylepoval všude možně v Praze po ulicích. Jana Macháčková (později Viková) se kamarádila s jiným člověkem, kterého ty inzeráty zaujaly. Úplně nakonec jsme k baskytaře sehnali Ivana Bendu, aniž jsme znali jeho dřívější působení v souboru Sdělovací technika. S výjimkou Ivana jsme byli všichni mimopražští. Podobně Pjér Lašéz, který patřil do party jako autor některých textů, a další lidé okolo. Do zdejší hudební scény jsme moc nezapadali, neznali jsme se s ostatními muzikanty. O to víc času jsme trávili spolu, nejen ve zkušebně. Každý jsme za sebou měli jinou hudební zkušenost (Jana ráda dávala k dobru, jak svým angažmá v ,pankové kapele‘ šokovala svoje někdejší parťáky od táborového ohně). Přesto to nějak do sebe zaklaplo, zázračně rychle a snadno. Těšilo mne, že i ostatní si oblíbili nahrávky, které jsem přivezl z pohraničí – Snakefingera, první desky XTC, The B-52's, Public Image Ltd, Talking Heads a podobně. Jinak jsme ale byli hudební všežravci. | “ |
| — Zdeněk Konopásek | |   |

Křehký, výrazně stylizovaný, nezřídka dětsky znějící projev zpěvačky Macháčkové stejně jako instrumentální originalita daly skupině nezaměnitelný, ojedinělý zvuk. Díky osobitému koncepčnímu myšlení dokázali Zdeněk Konopásek a Martin Vik vytvořit vícevrstvé, pestré skladby, jež umocňovala podivuhodná poetika textů. Důležitou složkou skupiny bylo po celou dobu dbát na propracované hudební detaily a vkládat do hudby bohatě kontrasty, což plně vyniklo v pozdější studiové nahrávce z listopadu 1983 a rozdíl oproti koncertním nahrávkám byl výrazný.
Skupina byla instrumentálně vysoko ceněná, nedodržovala klasické schéma písniček s klišé střídajících se slok a refrénů, experimentovala s nejrůznějšími textovými i hudebními nápady, využívala různé scénické prvky a při specifickém projevu zpěvačky s rozječenou dětskou stylizací, která si získávala publikum, tak skupina vytvářela určitý způsob avantgardního umění. Během koncertů skupina dokázala být tak upjatá na své instrumentální schopnosti, že často přecházela až do naprostých improvizací, při kterých se dokázala publiku natolik vzdálit, že s ním zcela ztratila jakýkoliv kontakt. Tím si vysloužila od některých pejorativní škatulku, že jde o konzervatoristický punk. Časté improvizované pasáže během koncertů ale byly také částečně důsledkem toho, že skupina neměla většinu doby své existence skutečnou zkušebnu a neměla tak možnost zkoušet, přestávala tak mít pomalu schopnost svoje songy správně zahrát. Relativně stálou zkušebnu měla skupina jen asi 4 nebo 5 měsíců před prvním koncertem v klubu Na Chmelnici. Ze stejného důvodu také nevznikaly nové písně.
| „               | Já jsem Dvouletou fámu poprvé viděl v klubu Na Chmelnici v roce 1982 a hned se mi to líbilo – hlavně písničky, ty jejich improvizace už méně. Bylo to ojedinělé a všechno do sebe dobře zapadalo. | “ |
| — Pavel Richter | |   |

V roce 1983 se mezi členy začaly prohlubovat rozpory ohledně dalšího směřování kapely, která byla především pevnou partou kamarádů založenou na citlivé vazbě společného názoru na věc. Společný duch Dvouleté fámy se tak postupně vytratil, kapela navíc přišla o zřizovatele a o zkušebnu, a těleso se tak rozhodlo po dvou letech svou činnost ukončit, čímž i neplánovaně ironií osudu naplnila svůj název, jak také podotkl její zakladatel Zdeněk Konopásek. Poslední koncert byl na jaře 1983 v Olomouci. Celkem kapela odehrála během svého fungování asi 15 koncertů a většinu svého repertoáru, 12 skladeb, pak nahrála v listopadu 1983 po svém rozpadu v domácím studiu Pavla Richtra ve velmi skromných podmínkách na dva magnetofony Tesla B73, přesto s překvapivě dobrým zvukem a také s propracovanými detaily, jako bylo třeba zvuk velmi obohacující zdvojování kytar. Richter působil během nahrávání jako opravdový producent, byl pedantský a přátelsky uštěpačný.
| „                                                                                      | Hráli složitě vystavěné novovlnné písničky, které lze řadit někam mezi Talking Heads, Pere Ubu a Art Bears. Nahrávka Studio 1983 v sobě má spoustu vtipu a šarmu. Vikova drnkavá a jakoby rozladěná kytara se skvěle hodí k hravému zpívání Macháčkové (někomu může připomínat Haco z After Dinner). | “ |
| — François Couture v All Music Guide v recenzi nahrávky z roku 1983 vydané v roce 2001 | |   |

Když se vrátil z vojenské služby Roman Štefl, pokusil se oživit ducha Dvouleté fámy a s Ivanem Bendou založil skupinu Chodská lidová, ovšem s poněkud jiným stylovým zaměřením.

### Obnovená Dvouletá fáma
Po rozpadu dvouleté fámy se zpěvačka Macháčková provdala za kytaristu Martina Vika a jako Viková se potom už věnovala jen výuce dětského zpěvu. Dvojice Martin Vik a Zdeněk Konopásek ale dál spolupracovala především v rámci experimentů kytaristy Pavla Richtra, který připravoval hudbu pro divadlo. A v roce 1986 už se začala rodit myšlenka této dvojice Dvouletou fámu obnovit. Když se v létě 1987 seznámili se svérázným pražským umělcem, konferenciérem divadelně punkového souboru Ultrapunk, Radomilem Uhlířem, padlo ihned rozhodnutí, že právě on musí být frontmanem obnovené skupiny. S nezaměnitelnou dikcí přednesu vlastních mystických textů dokázal na posluchače působit „jako uragán“.
V prosinci 1987 si soubor zařídil zkušebnu a několik měsíců si vytvářel nový repertoár. Ten sestával z dialogu částečně improvizovaného hraní dvou sedících hudebníků v kombinaci s nad nimi rozkročeným dvoumetrovým mohutným Radomilem Uhlířem, který divoce koulejícíma očima a hřmotným hlasem přednášel své rozmáchlé verše a slovní nespoutané výbuchy plné vtipných point, volných asociací nebo i ostrých šlehů na adresu hlupáků a snobů. Hudební projev se od původní Dvouleté fámy vzdálil a připomínal spíše brněnskou alternativu, jako například skupinu E. Trochu se tak míjela s tím, co bylo zrovna žádané v pražských rockových klubech, což byl možná také důvod, proč první koncert v únoru 1988 na jedné z pražských vernisáží skončil debaklem. Už druhý červnový koncert v klubu Na Chmelnici ale skončil velkým úspěchem u velmi náročné kritiky i publika. Nová Dvouletá fáma už ale byla mnohem méně posluchačsky přívětivá, než původní rozverné písně, a posluchačů bylo mnohem méně než kdysi.
Hudebně i textově byla znát na obnovené Dvouleté fámě společná láska ke Captainu Beefheartovi, přesto zůstávala Dvouletá fáma naprosto jedinečná a osobitá, hrající zvláštní, velice neučesanou formu freerocku s inspirací nejen z nové vlny, ale i z jazzu, a nebojící se momentální improvizace. Hudba čím dál více směřovala k improvizaci a nový frontman Radomil Uhlíř kvůli své robustnosti působil jako protiklad k původní frontmance Janě Macháčkové, kterou mírou své nekonvenčnosti snad i předčil. Na konci roku 1988 toto trio na čas doplnil baskytarista Josef „Ferda“ Matoušek.

### Kvartet dr. Konopného
Kapela po revoluci postupně začala přecházet z rockových sálů na různé vernisáže a podobné akce. V devadesátých letech se projekt postupně přetransformoval v pouhé zcela improvizované doplňování Uhlířových textů a kapela tak z toho důvodu změnila název na Kvartet dr. Konopného. Ten pak příležitostně vystupoval až do Uhlířovy smrti v roce 2019.

## Alba
- 1983 – Two Years Fallacy – In Our Garden (MC; Old Europa Cafe [CZECH!131])[5]
obsahuje studiovou nahrávku Studio 1983 pořízenou ve studiu Pavla Richtra[5]
- 1990 – Živě čili Live 1988 (MC; Black Point/Vokno)[5][6]
obsahuje koncert z 12. června 1988 Na Chmelnici[7]
- 1993 – Studio 1983 (MC; Black Point)[5][8]
nové vydání studiové nahrávky Studio 1983
- 2001 – Kompilace: Studio 1983 / Live 1988 (2× CD; Black Point, remasterováno)[5][9]
obsahuje studiovou nárávku Studio 1983 a dvě živé nahrávky z roku 1988 (14 skladeb z 12. června a 6 o několik měsíců starších)[10]
- 2020 – Z dálky mává kohout piv (CD; Guerilla Records, remasterováno)[5][11]
obsahuje koncert z 23. března 1988 Na Chmelnici[5]
- 2021 – Live At Chmelnice (19x FLAC soubor; Bandcamp, remasterováno)[5][12]
obsahuje koncert z 20. listopadu 1982 Na Chmelnici[5]

### Neoficiální nahrávky
- 1983 – Live Újezd nad Lesy

### Kvartet dr. Konopného
- 2006 – Skrývám se, ale nikdo mě nehledá (2× CD; Guerilla Records)[13]
disk CD 1: Kosmický pesimismus obsahuje kompilaci nahrávek z června 1995 až listopadu 1996, disk CD 2: Stíny bojovníků obsahuje studiovou nahrávku z 24. až 25. května 2006[13]
v roce 2021 vyšla stejnojmenná kniha s výborem literárních děl Radomila Uhlíře[14]
- 2009 – V kokonu svršků sám v lůžku (CD; Guerilla Records)[15]